# Waterloo (пісня ABBA)
«Waterloo» — перший сингл із другого альбому шведського поп-гурту ABBA «Waterloo» та їхній перший під лейблами Epic і Atlantic. Це також перший сингл, зарахований до виконання гуртом під назвою ABBA.
6 квітня 1974 року пісня стала переможною заявкою для Швеції на пісенному конкурсі Євробачення 1974 року. Перемога започаткувала шлях ABBA до всесвітньої слави. Шведська версія синглу була подвійною стороною А з «Honey, Honey» (шведською версією), тоді як в англійській версії зазвичай фігурує «Watch Out» на стороні Б.
Сингл став хітом № 1 у декількох країнах. Він досяг десяти найкращих у США та було продано близько шести мільйонів копій, роблячи його одним із найпродаваніших синглів у історії.
На святкування 50-ї річниці пісенного конкурсу Євробачення 2005 року його було обрано найкращою піснею в історії змагання.

## Написання, запис і значення
«Waterloo» було написано спеціально для заявки на пісенний конкурс Євробачення 1974 року, після того, як гурт посів третє місце з «Ring Ring» попереднього року у шведському попередньому відбору конкурсу, Melodifestivalen 1973.
Оригінальною назвою пісні була «Honey Pie» (укр. медовий пиріг). «Waterloo» спочатку була написана з одночасними ритмами рок-музики та джазу (що незвично для пісні ABBA).
Запис пісні почався 17 грудня 1973 року з інструментальною підкладкою від Джанні Шаффера (котрий придумав основні гітарні та басові частини), Рутгера Гюннарссона й Ола Брункерт. Стиль виробництва пісні був під упливом Філа Спектора «Стіни звуку»: перед записом «Ring Ring» інженер Майкл Б. Третов прочитав книгу Річарда Вільямса «Out of His Head: The Sound of Phil Spector», яка надихнула його нашарувати багато інструментальних овердабів на записи гурту, що стало невіддільною частиною звучання ABBA. Згодом, німецька та французька версії були записані в березні та квітні 1974 року відповідно: французьку версію було адаптовано Клодом-Мішелем Шенбергом, котрий пізніше спільно написав Les Misérables.
У «Waterloo» співається про жінку, котра «здається» чоловікові й обіцяє кохати його, посилаючись на поразку Наполеона в битві під Ватерлоо 1815 року.

## На Євробаченні
Гурт розглядав подання іншої пісні на Євробачення, «Hasta Mañana», але вирішив на користь «Waterloo», оскільки вона давала рівну вагу обом провідним вокалісткам Агнеті Фельтскуг і Анні-Фрід Лінгстад, тоді як «Hasta Mañana» співала тільки Фельтскуг.
ABBA виконав пісню на Melodifestivalen 1974 у лютому, співаючи її шведською. Пісня перемогла, і тому пройшла на Євробачення.
Пісня відрізняється від стандартної традиції «драматичної балади» пісенного конкурсу Євробачення своїми смаком і ритмом, а також виконанням. ABBA дав аудиторії дещо, що до того набагато рідше бачили на Євробаченні: кричущі костюми (включно зі срібними чоботями на платформі), влучну пісня uptempo та навіть просту хореографію. Гурт також відійшов від умовності, ставши першою переможною заявкою мовою, іншою, ніж їхньої рідної країни; до 1973 року від усіх співаків Євробачення вимагалося співати рідними мовами своїх країн, обмеження, що було ненадовго знято для конкурсів між 1973 і 1976 роками (таким чином дозволяючи співати «Waterloo» англійською), потім відновлено перед остаточним видаленням 1999 року. Порівняно з пізнішими випусками ABBA, шведські акценти співаків явно вираженіші у «Waterloo».
Пісня набрала 24 бали для перемоги у фіналі пісенного конкурсу Євробачення 1974 року 6 квітня, обігнавши Джильйолу Чинкветті з заявкою Італії «Sì» на шість балів.

## Сприйняття
Пісня вистрілила у № 1 у Великій Британії та залишалася там два тижні, ставши першим із дев'яти № 1 Великої Британії та 16-м найпродаванішим синглом року у Великій Британії.
Вона також очолила чарти у Бельгії, Данії, Ірландії, Норвегії, Південно-Африканській Республіці, Федеративній Республіці Німеччина, Фінляндії та Швейцарії, досягши трійки найкращих в Австрії, Іспанії, Нідерландах, Франції та рідній ABBA Швеції (пісня була надзвичайно популярною у Швеції, але не досягла № 1 там через те, що у Швеції був комбінований чарт альбомів і синглів того часу: на піку популярності пісні її шведська й англійська версії досягли № 2 і № 3 відповідно, тоді як перше місце посідав альбом Waterloo). Пісня також витратила 11 тижнів на Svensktoppen (24 березня — 2 червня 1974), включно з 7 тижнями під № 1.
На відміну від інших мелодій-переможниць Євробачення, заклик пісні вийшов за межі Європи: «Waterloo» також досягла 10 найкращих в Австралії, Канаді, Новій Зеландії, Родезії та США (досягаючи максимуму під № 6, їхній третій хіт із найвищим номером у чартах США після № 1 «Dancing Queen» і № 3 «Take a Chance on Me»). Альбом «Waterloo» виконувався так само добре в Європі, хоча у США йому не вдалося відповідати успіху синглу.
ABBA спочатку цитував пісню «See My Baby Jive» англійського глем-рок-гурту Wizzard як основний уплив; на хвилі своєї перемоги на Євробаченні, їх цитували, що їх би не здивувало, якби такі артисти, як Wizzard, розглянули заявку на Євробачення в майбутньому.

## Спадщина
«Waterloo» перевипустили 2004 року (з тією ж стороною Б) для святкування 30-ї річниці перемоги ABBA на Євробаченні, досягаючи № 20 у чартах Великої Британії.
22 жовтня 2005 року, на святкуванні 50-ї річниці пісенного конкурсу Євробачення, «Waterloo» було обрано найкращою піснею в історії змагання.
Гаррі Вітчел, фізіолог і музичний експерт у Бристольському університеті, назвав «Waterloo» квінтесенційною піснею Євробачення.

## Список треків

### Шведська версія
a. «Waterloo» (шведська версія) — 2:45
b. «Honey Honey» (шведська версія) — 2:55

### Англійська версія
a. «Waterloo» (англійська версія) — 2:46
b. «Watch Out» — 3:46

## Офіційні версії
- «Waterloo» (англійська версія)
- «Waterloo» (англійська альтернативна версія)
- «Waterloo» (французька версія) — записана 18 квітня 1974 року в Парижі, Франція
- «Waterloo» (франко-шведська версія) — овердаби французької та шведської версій
- «Waterloo» (німецька версія)
- «Waterloo» (шведська версія)

## Історія випусків
| Регіон          | Дата           | Назва                                                   | Лейбл    | Формат | Каталог     |
| --------------- | -------------- | ------------------------------------------------------- | -------- | ------ | ----------- |
| Швеція          | 4 березня 1974 | «Waterloo» (шведською) / «Honey, Honey» (шведською)     | Polar    | Сингл  | POS 1186    |
| Швеція          | 4 березня 1974 | «Waterloo» (англійською) / «Watch Out»                  | Polar    | Сингл  | POS 1187    |
| Велика Британія | 1974           | «Waterloo» / «Watch Out»                                | Epic     | Сингл  | EPC 2240    |
| США             | 1974           | «Waterloo» / «Watch Out»                                | Atlantic | Сингл  | 45-3035     |
| ФРН             | 1974           | «Waterloo» (німецькою) / «Watch Out»                    | Polydor  | Сингл  | 2040 116    |
| Франція         | 1974           | «Waterloo» (французькою) / «Gonna Sing You My Lovesong» | Vogue    | Сингл  | 45. X. 3104 |

## Чарти та сертифікації
| Чарт (1974)                                           | Пікова позиція          |
| ----------------------------------------------------- | ----------------------- |
| Австралія (ARIA)                                      | 4                       |
| Австрія (Ö3 Austria Top 75)                           | 2                       |
| Бельгія (Ultratop Flanders)                           | 1                       |
| Canada (RPM)                                          | 7                       |
| Denmark (Danish Top 20)                               | 1                       |
| Finland (Mitä Suomi soittaa)                          | 1                       |
| France (SNEP)                                         | 4                       |
| Німеччина (Official German Charts)                    | 1                       |
| Ireland (IRMA)                                        | 1                       |
| Italy (AFI)[джерело?]                                 | 14                      |
| Нідерланди (Mega Single Top 100)                      | 1                       |
| New Zealand (Listener)                                | 3                       |
| Норвегія (VG-lista)                                   | 1                       |
| Родезія[джерело?]                                     | 2                       |
| South Africa                                          | 1                       |
| Spain (PROMUSICAE)                                    | 3                       |
| Sweden (Topplistan)[джерело?]                         | 2 (Swedish) 3 (English) |
| Швейцарія (Media Control AG)                          | 1                       |
| ПОМИЛКА: ПРОПУЩЕНО ПАРАМЕТР date У БРИТАНСЬКОМУ ЧАРТІ | 1                       |
| США (Billboard Hot 100)                               | 6                       |
| US Cashbox Top 100                                    | 10                      |

| Chart (1974)                 | Position |
| ---------------------------- | -------- |
| Australia                    | 36       |
| Canada (RPM)                 | 67       |
| Netherlands (Single Top 100) | 12       |
| South Africa                 | 14       |
| Switzerland                  | 2        |
| UK                           | 16       |
| US (Billboard Hot 100)       | 49       |
| US (Cash Box Top 100)        | 84       |

| Регіон                                                      | Сертифікація | Продажі   |
| ----------------------------------------------------------- | ------------ | --------- |
| Бельгія                                                     | —            | 200,000   |
| Данія (IFPI Denmark)                                        | Золотий      | 45 000    |
| Франція                                                     | —            | 500,000   |
| Kenya                                                       | —            | 10,000    |
| Португалія                                                  | —            | 20,000    |
| Велика Британія (BPI) Оригінальний випуск                   | Срібний      | 489,000   |
| Велика Британія (BPI)                                       | Платиновий   | 600 000   |
| США                                                         | —            | 800,000   |
| Югославія                                                   | Золотий      | 100,000   |
| Підсумки                                                    |              |           |
| Світ                                                        | —            | 5,000,000 |
| продажі+прослуховування, що базуються лише на сертифікаціях |              |           |

## Версія «Mamma Mia! Here We Go Again»
«Waterloo» вийшла 1 червня 2018 року як другий сингл із саундтреку Mamma Mia! Here We Go Again на лейблах Capitol і Polydor Records. Пісню виконали Г'ю Скіннер (молодий Гаррі) і Лілі Джеймс (молода Донна), а спродюсував Бенні Андерссон.

### Чарти
| Чарт (2018)                                            | Пікова позиція |
| ------------------------------------------------------ | -------------- |
| Угорщина (Single Top 40)                               | 40             |
| ПОМИЛКА: ПРОПУЩЕНО ПАРАМЕТР date У ШОТЛАНДСЬКОМУ ЧАРТІ | 70             |

## Інші кавер-версії
- 1974 року Сейя Сімола[en] записала фінськомовну кавер-версію «Waterloo», слова якої було написано Сімолою; її версія досягла 10 найкращих у Фінляндії протягом того ж періоду, коли оригінал ABBA був під № 1.
- 1998 року оригінальний склад британського жіночого гурту Bananarama возз'єднався для запису «Waterloo» для пародії Євробачення A Song For Eurotrash[en] на Channel 4. В їхньому музичному відеокліпі дівчата прокидаються від похмілля, танцюють навколо вівтаря у весільних сукнях (з резервними танцюристами у військовій уніформі), та б'ються їжею на весільному прийомі. Пісня ввійшла до компіляції 1999 року ABBA — A Tribute: The 25th Anniversary Celebration.
- 2018 року Шер переспіла пісню у своєму альбомі каверів ABBA Dancing Queen. Протягом свого Here We Go Again Tour[en] вона виконала «Waterloo» разом із «SOS» і «Fernando»[44]. 31 жовтня 2018 року «The Shoop Shoop Song (It's in His Kiss)» і «Take Me Home» були вирізані з її Classic Cher концертної резиденції[en], а «Waterloo», «SOS» і «Fernando» були додані[45]. 18 вересня 2019 року Шер також виконала Waterloo у фіналі 14 сезону[en] Америка має талант для просування альбому та свого Here We Go Again Tour[46].

## Живі кавер-виконання
- Пісня фігурує на біс мюзиклу Мамма Міа!. Пісня не мала контексту чи значення. Її просто виконали як музичний номер, у якому члени аудиторії заохочувалися встати зі своїх місць і співати, танцювати та плескати поряд.
- Пісня виконувалася акторським складом над закривальними титрами фільму Mamma Mia!, але не фігурувала в офіційному саундтреку.
  - Пісня також виконувалася у продовженні Mamma Mia!Here We Go Again Г'ю Скіннером і Лілі Джеймс.

## Появи в інших медіа
- ABBA виконав частини пісні наживо у фільмі 1977 року ABBA: The Movie.
- В австралійському фільмі «Весілля Мюріель[en]» (1994) фігурує «Waterloo» у центральній сцені, в якій головний герой Тоні Коллетт береться з персонажем, зіграним Рейчел Гріффітс. Саундтрек фільму, за участю п'яти треків ABBA, широко розцінили як той, що допоміг підживити відродження популярного інтересу в музику ABBA в середині 1990-х[47].
- «Waterloo» має чільне місце в науково-фантастичному фільмі 2015 року Марсіянин[48]. Пісня відтворюється, коли головний герой фільму, зіграний Меттом Деймоном, працює над підготовкою свого ракетного апарату для останнього шансу втечі з Марса[49].
- «Here I Go Again», 11-й епізод третього сезону Легенд завтрашнього дня (19 лютого 2018), починається лат. in medias res, коли титульна команда мандрівників у часі щойно повернула Наполеона до його часу з 1970-х, де він прийшов у володіння копії запису[50]. Пісня також застрягла в голові одного зі членів команди, доки він не стирає власну пам'ять, аби забрати її геть.